# Opsiphanes gainas
Opsiphanes gainas är en fjärilsart som beskrevs av Hans Fruhstorfer 1916. Opsiphanes gainas ingår i släktet Opsiphanes och familjen praktfjärilar. Inga underarter finns listade i Catalogue of Life.